# أنتوني مارس
أنتوني مارس (بالفرنسية: Antony Mars) هو كاتب مسرحي فرنسي، ولد في 22 أكتوبر 1861 في فينس في فرنسا، وتوفي في 17 فبراير 1915 في باريس في فرنسا.

## وصلات خارجية
- أنتوني مارس على موقع IMDb (الإنجليزية)
- أنتوني مارس على موقع ميوزك برينز (الإنجليزية)
- أنتوني مارس على موقع قاعدة بيانات برودواي على الإنترنت (الإنجليزية)
- أنتوني مارس على موقع قاعدة بيانات الفيلم (الإنجليزية)